# Мулату Тешоме
Мулату Тешоме Вирту (Амхарски. ሙላቱ ተሾመ; рођен 1955. или 1956) етиопски је политичар, који тренутно врши функцију председника Етиопије од 7. октобра 2013. године.*

## Биографија
Рођен је у граду Арђо, провинција Велега. Припадник је народа Оромо. Образовао се у Кини, где је стекао диплому из филозофије и политичке економије и докторат из међународног права на Универзитету у Пекингу. Од 2001. године био је етиопски министар за пољопривреду, а од 2002. године до 2005. године гласноговорник Дома Федерације. Такође је био етиопски амбасадор у Кини, Јапану и Турској.
За време служења амбасадорског мандата у Турској, етиопски парламент га је изабрао за новог председника Етиопије 7. октобра 2013. године.
Има једног сина.